# La Femme et l'Étranger
Pour plus de détails, voir Fiche technique et Distribution.
La Femme et l'Étranger (Die Frau und der Fremde) est un film est-allemand réalisé par Rainer Simon, sorti en 1985.

## Fiche technique
- Titre : Die Frau und der Fremde
- Réalisation : Rainer Simon
- Scénario : Rainer Simon d'après le roman court de Leonhard Frank
- Musique : Reiner Bredemeyer
- Photographie : Roland Dressel
- Montage : Helga Gentz
- Pays d'origine : Allemagne de l'Est
- Format : Couleurs - 1,33:1
- Durée : 98 minutes
- Date de sortie : 1985

## Distribution
- Joachim Lätsch (de) : Karl
- Peter Zimmermann (acteur) (de) : Richard
- Kathrin Waligura (de) : Anna
- Christine Schorn : Trude
- Siegfried Höchst (de) : Horst
- Hans-Uwe Bauer (de) : Soldat
- Katrin Knappe (de) : Marie
- Ulrich Mühe : révolutionnaire

## Distinctions
- Ours d'or au festival de Berlin.